# José Carrascosa Gamboa
José Carrascosa Gamboa (El Arahal, Sevilla, 1832-Pruna, Sevilla, 15 de noviembre de 1870) Uno de los principales bandoleros andaluces del S.XIX, conocido como El Maruso.

## Situación del bandolerismo en la Andalucía del S.XIX
En la segunda mitad del siglo XIX, el bandolerismo endémico de Andalucía se eliminó con el uso de la polémica Ley de Fugas por la Guardia Civil y a la llegada del ferrocarril, aunque el telégrafo y el teléfono también contribuyeron a la erradicación del fenómeno delictivo; además, los bandoleros cada vez eran más despiadados y fueron perdiendo apoyo popular. 
En Cataluña, los bandidos locales habían comenzado a realizar secuestros y la práctica se extendió en Andalucía desde los años 1860, primero en Córdoba y luego en Sevilla, Málaga y Granada. 
Así, el gobierno surgido de la Revolución Gloriosa de 1868, comisionó en 1870 al gobernador Julián Zugasti y Sáenz, hombre de confianza de Juan Prim, como gobernador civil de Córdoba, con plenos poderes para la erradicación del fenómeno. La Audiencia de Málaga instruyó más de mil sumarios por bandolerismo entre julio y diciembre de 1870.

## Biografía
Poco se sabe de su vida antes de su vida delictiva la cual había hecho su medio de vida, a veces solo, a veces junto a otros bandoleros como Francisco Fernández Baena, el tío Martín, o Francisco Lechuga Martín, el Sastre Lechuga. 
Había sido detenido y encarcelado, pero logró fugarse de prisión por lo que se ganó la estima y el respeto de la delincuencia andaluza de la época, entre la cual llegó a granjearse la amistad de las cuadrillas de Benamejí, Casariche, Campillos, Alameda y Sierra de Yegua entre otras, quienes le tenían como amigo leal.  
También gozaba de buen recibimiento dentro de la población local por "su buena sombra" y por su generosidad a la hora de pagar los favores que se le hacían. 
A finales de la década 1860, él y el Sastre Lechuga eran los bandidos principales de Andalucía, aunque esto cambió el 7 de julio de 1870 cuando el Sastre Lechuga secuestró por la noche al hijo del dueño del Cortijo del Pilar, en Arahal, solicitando 10.000 duros de rescate a su padre.  
Lo tuvieron secuestrado dos meses, de manera itinerante por las sierras andaluzas, dado el cerco de la Guardia Civil. Sin embargo, Zugasti ideó un plan audaz: secuestró a su vez al hijo del Maruso y le hizo creer que había sido el Lechuga Sastre. Carrascosa retó y mató al Lechuga, y luego la Guardia Civil abatió a tiros al bandolero, quien portaba un retaco de dos cañones, una gran faca, munición y un revólver.

## Complexión física
Es descrito como fuerte, cetrino, de ojos negros muy expresivos, tez redondeada, nariz gruesa y ancha y cierto don de gentes.